# St. Josef-Krankenhaus Linnich
Das St. Josef-Krankenhaus war ein Krankenhaus in Linnich (Kreis Düren).

## Geschichte
Das Krankenhaus wurde 1888 als Pflegehaus von der Genossenschaft der Christenserinnen gegründet. Es hatte 50 Betten. 1917 wurde die Bettenzahl verdoppelt. Vor Beginn des Zweiten Weltkrieges wurde das Krankenhaus zum Reservelazarett umgebaut. Kurz vor Kriegsende wurde es völlig zerstört. Nach dem Wiederaufbau konnte Weihnachten 1945 der Betrieb wieder aufgenommen werden.
In der Zeit zwischen 1974 und 1991 wurde die laparoskopische Chirurgie vom damaligen Chefarzt Friedrich Götz weiterentwickelt, um Blinddarmoperationen, Entfernung der Gallenblase und Operationen an Leistbrüchen durch die „Knopflochtechnik“ zu ermöglichen. Dem Krankenhaus wurde deswegen viel Aufmerksamkeit in den Medien gewidmet.
Wegen rückläufiger Zahlen wurde 1990 die Gynäkologie und Geburtshilfe geschlossen. 1999 wurden ein OP-Neubau und eine neue Intensivstation eingeweiht.
Zum Krankenhaus zählten die Fachbereiche Chirurgie, Innere Medizin, Anästhesie und HNO. Das Krankenhaus beschäftigte im Jahr 2005 über 300 Mitarbeiter und besaß 180 Betten sowie 10 Dialysebetten, im Jahr 2008 sind es nach Modernisierungsmaßnahmen 270 Mitarbeiter bei 140 Betten. 
Im Jahr 2004 wurden 4.616 Patienten stationär versorgt, bei 10.053 Patienten wurde eine ambulante Behandlung vorgenommen und 4.567 mal wurde eine teilstationäre Dialyse durchgeführt.
2002 übertrugen die Christenserinnen die Leitung des Hauses der Caritas Trägergesellschaft West GmbH.
Von 2005 bis 2014 leitete Jann Habbinga neun Jahre lang das St. Josef-Krankenhaus Linnich als Verwaltungschef.
2017 wurde das Krankenhaus mit dem Krankenhaus Jülich zusammengeführt und firmierte als „Katholische Nordkreis-Kliniken Linnich und Jülich GmbH“. 2019 wurde die Josefs-Gesellschaft Mehrheitsgesellschafter.
Im November 2022 meldeten die Katholischen Nordkreis-Kliniken Linnich und Jülich GmbH Insolvenz an. 
Das Krankenhaus Linnich wurde Ende März 2023 geschlossen.